# Xylocopa darwini
Abeille charpentière des Galapagos
Espèce
Xylocopa darwini ou Xylocope de Darwin est une abeille charpentière (niche dans le bois). C'est la seule espèce d'abeille indigène et endémique de l'archipel des Galapagos , responsable initialement et à ce titre d'une activité pollinisatrice capitale.
Depuis quelques années, deux autres espèces d'abeilles sauvages appartenant à la famille des Megachilidae (Megachile timberlakei et Anthidium vigintiduopunctatum) ont été (involontairement) introduites. Elles viennent s'ajouter aux centaines de nouvelles espèces d'insectes que l'Humain a déjà transportées.
L'abeille mellifère ou domestique (Apis mellifera) est également présente et exploitée sur les 4 iles habitées.
D'autres petites espèces sauvages pourraient également déjà être installées sur une ou plusieurs îles.

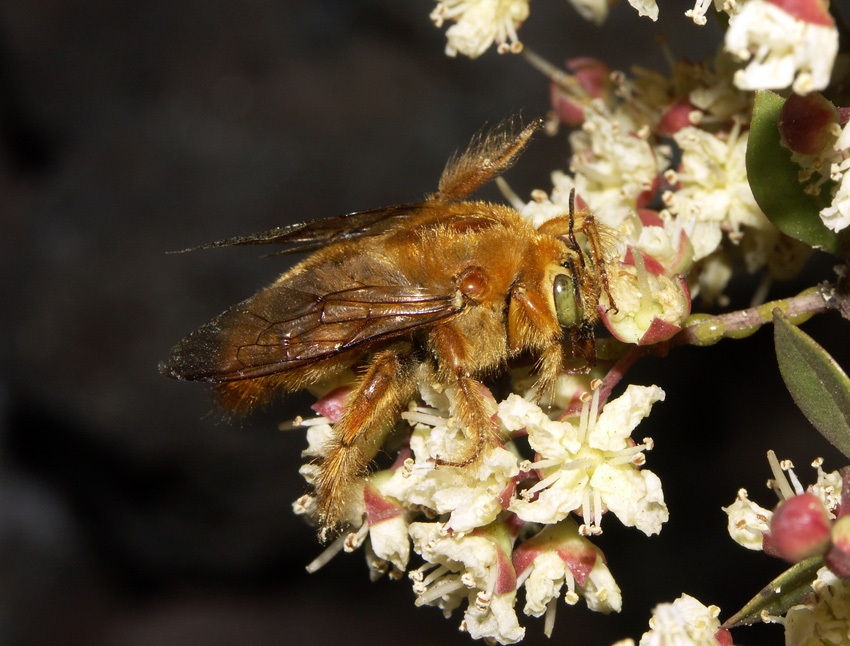
Xylocopa darwini, Mâle posé. Isabela Island, Galapágos, Ecuador.
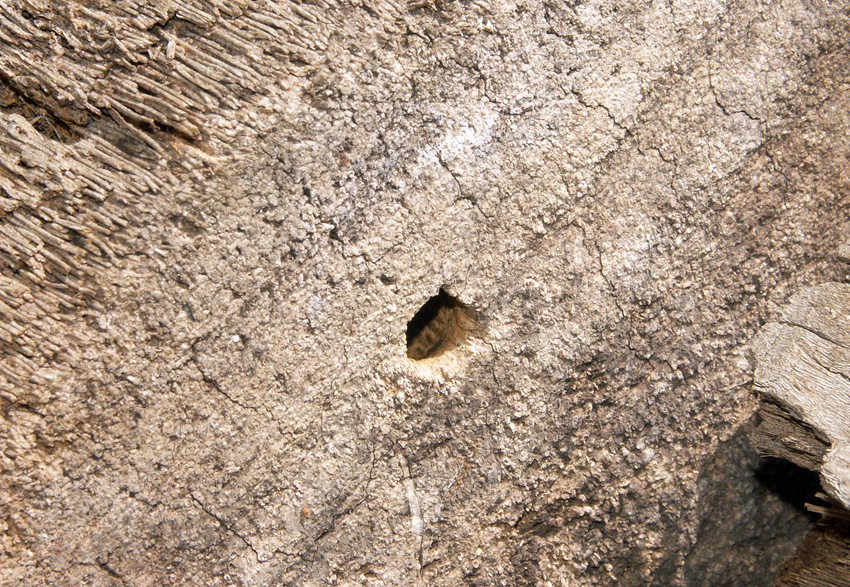
Xylocopa darwini , Nid dans un tronc de cactus arborescent (Opuntia sp.) Charles Darwin Foundation, Santa Cruz Island, Galapágos, Ecuador.
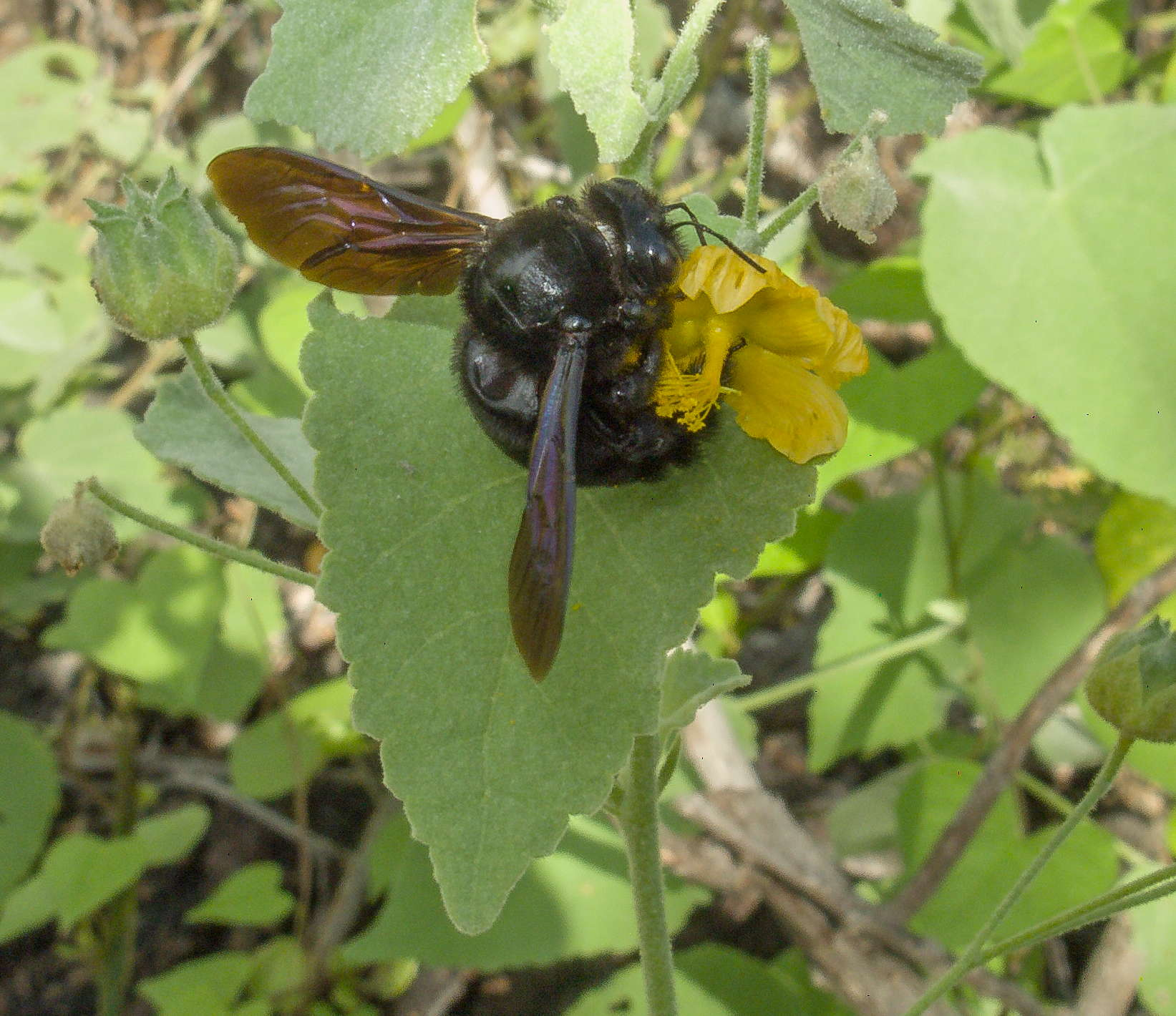
Xylocopa darwini sur Bastardia viscosa, ïles Santa Cruz, Galapágos
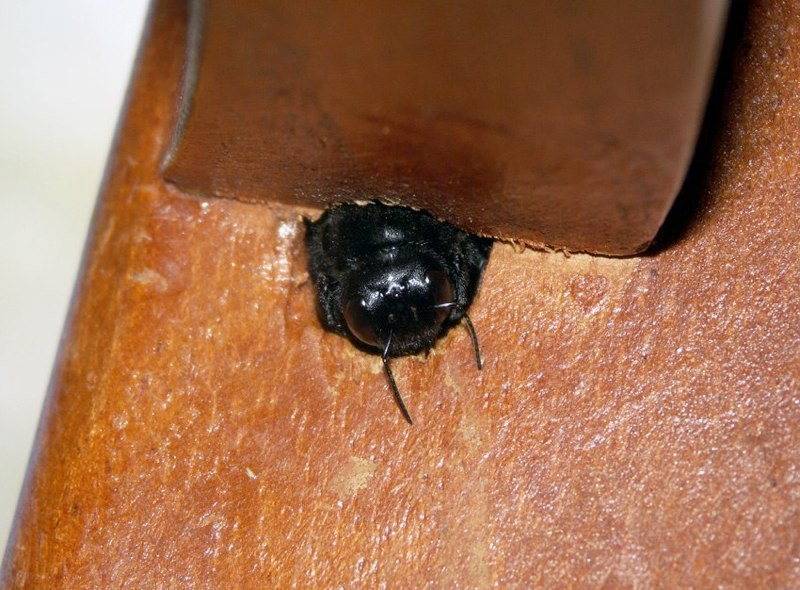
Xylocopa darwini, Femelle sortant de son nid dans une chaise en bois. Charles Darwin Foundation, Santa Cruz Island, Galapágos, Ecuador.